# 細田栄蔵
細田 栄蔵（榮藏、ほそだ えいぞう、1893年（明治26年）1月12日 - 1964年（昭和39年）2月13日）は、日本の実業家、政治家。衆議院議員、埼玉県入間郡飯能町長。

## 経歴
埼玉県高麗郡飯能町（のち入間郡飯能町、現:飯能市）で生まれる。埼玉県立川越中学校を中退。
1908年、織物製造業を継いで細田織物工場を設立した。その後、埼玉染絨取締役、埼玉県農業会理事、所沢毛織物工業所代表取締役、武蔵織物工業所代表取締役、武蔵織物工業協同組合常務理事、関東羊毛工業協同組合理事長、飯能商工会議所会頭、武蔵織物社長、西部編織社長、所沢毛織会長などを務めた。
政界では、飯能町会議員、飯能町長、埼玉県会議員を務める。1949年1月、第24回衆議院議員総選挙で埼玉県第二区に民主自由党所属で出馬して当選。その後自由党に所属して衆議院議員を一期務めた。